# The Stranger (film 1910)
The Stranger è un cortometraggio del 1910 diretto da Sidney Olcott interpretato da Gene Gauntier e da Robert G. Vignola.

## Produzione
Il film fu prodotto dalla Kalem Company. Venne girato a Jacksonville, Florida.

## Distribuzione
Il film venne distribuito nelle sale dalla General Film Company e uscì nelle sale il 30 dicembre 1910.